# MHL (2019/2020)
Sezon Młodzieżowej Hokejowej Ligi 2019/2020 – jedenasty sezon juniorskich rozgrywek MHL o Puchar Charłamowa.

## Uczestnicy
W porównaniu do poprzedniego sezonu została przyjęta drużyna Sachalinskie Akuły Jużnosachalińsk (występowała już w MHL w latach 2014-2016). Czajka została przeniesiona z Konferencji Zachód do Konferencji Wschód. 
Łącznie do sezonu przystąpiło 34 uczestników. W obu konferencjach skupiono po 17 zespołów.
| Ałmaz Czerepowiec                  | Czerepowiec      | Jewgienij Stawrowski | Siewierstal Czerepowiec    |  |
| Amurskie Tigry Chabarowsk          | Chabarowsk       | Jurij Fimin          | Amur Chabarowsk            |  |
| SMO MHK Atłant Mytiszczi           | Mytiszczi        | Andriej Łuniow       | Spartak Moskwa             |  |
| MHK Dinamo Sankt Petersburg        | Petersburg       | Siergiej Orieszkin   | Dinamo Sankt Petersburg    |  |
| MHK Dinamo Moskwa                  | Moskwa           | Jarosław Luzienkow   | Dinamo Moskwa              |  |
| Kapitan Stupino                    | Stupino          | Dmitrij Gogolew      | HK Soczi                   |  |
| Krasnaja Armija Moskwa             | Moskwa           | Rinat Chasanow       | CSKA Moskwa                |  |
| Krylja Sowietow Moskwa             | Moskwa           | Aleksandr Trofimow   |                            |  |
| Łoko Jarosław                      | Jarosław         | Igor Mielakow        | Łokomotiw Jarosław         |  |
| ORG Junior                         | Pekin            | Jewgienij Jesaułow   | ORG                        |  |
| HK Rīga                            | Ryga             | Ronalds Ozoliņš      | Dinamo Ryga                |  |
| Russkie Witiazi Czechow            | Czechow          | Wiaczesław Dolisznia | Witiaź Podolsk             |  |
| Sachalinskie Akuły Jużnosachalińsk | Jużnosachalińsk  | Siergiej Bażuchin    |                            |  |
| SKA-1946 Sankt Petersburg          | Petersburg       | Lew Bierdiczewski    | SKA Sankt Petersburg       |  |
| SKA-Wariagi                        | Petersburg       | Jurij Dobryszkin     | SKA Sankt Petersburg       |  |
| MHK Spartak Moskwa                 | Moskwa           | Władimir Tiurikow    | Spartak Moskwa             |  |
| Tajfun                             | Władywostok      | Igor Gawriłow        |                            |  |
| Konferencja Wschód                 |                  |                      |                            |  |
| Ałtaj                              | Ust-Kamienogorsk | Wiktor Bogatyriow    | Torpedo Ust-Kamienogorsk   |  |
| Awto Jekaterynburg                 | Jekaterynburg    | Witalij Sołowjow     | Awtomobilist Jekaterynburg |  |
| Biełyje Miedwiedi Czelabińsk       | Czelabińsk       | Maksim Smielnicki    | Traktor Czelabińsk         |  |
| Czajka Niżny Nowogród              | Niżny Nowogród   | Nikołaj Wojewodin    | Torpedo Niżny Nowogród     |  |
| Irbis Kazań                        | Kazań            | Andriej Makarow      | Ak Bars Kazań              |  |
| Kuznieckie Miedwiedi Nowokuźnieck  | Nowokuźnieck     | Aleksandr Kitow      | Mietałłurg Nowokuźnieck    |  |
| Ładja Togliatti                    | Togliatti        | Aleksiej Aleksiejew  | Łada Togliatti             |  |
| Mamonty Jugry Chanty-Mansyjsk      | Chanty-Mansyjsk  | Dmitrij Burłucki     | Jugra Chanty-Mansyjsk      |  |
| Omskie Jastrieby                   | Omsk             | Jurij Panow          | Awangard Omsk              |  |
| Rieaktor Niżniekamsk               | Niżniekamsk      | Wiaczesław Kasatkin  | Nieftiechimik Niżniekamsk  |  |
| Sarmaty Orenburg                   | Orenburg         | Aleg Sawczuk         | HK Orienburżje             |  |
| Sibirskie Snajpiery Nowosybirsk    | Nowosybirsk      | Jarosław Luzienkow   | Sibir Nowosybirsk          |  |
| Snieżnyje Barsy Nur-Sułtan         | Nur-Sułtan       | Siergiej Starygin    | Barys Astana               |  |
| Sputnik Almietjewsk                | Almietjewsk      | Eduard Dmitrijew     | Nieftianik Almietjewsk     |  |
| Stalnyje Lisy Magnitogorsk         | Magnitogorsk     | Dmitrij Stułow       | Mietałłurg Magnitogorsk    |  |
| Tiumienski Legion                  | Tiumeń           | Władimir Gusiew      | Rubin Tiumeń               |  |
| Tołpar Ufa                         | Ufa              | Alik Gariejew        | Saławat Jułajew Ufa        |  |

## Sezon regularny
W sezonie regularnym każda z drużyn ligi rozegrała po 64 mecze. W Konferencji Zachód pierwsze miejsce zajął SKA-1946 (114 pkt.), a w Konferencji Wschód triumfował Tołpar Ufa (102 pkt.).

## Faza play-off
Do fazy play-off zakwalifikowało się 16 drużyn tj. po 8 drużyn z każdej konferencji. W fazie play-off zdołano rozegrać etap 1/8 finału, a po wyłonieniu ćwierćfinalistów rozgrywki zostały przerwane.
Edycja MHL 2019/2020 nie została dokończona z powodu pandemii COVID-19. 17 marca 2020 poinformowano, że faza play-off została zawieszona do 10 kwietnia 2020. Pierwotnie planowano dokończyć play-off w sierpniu 2020. W lipcu 2020 Federacja Hokeja Rosji ogłosiła ustaloną kolejność drużyn w sezonie, uwzględniając miejsca zajęte w sezonie regularnym oraz wyniki pierwszego etapu fazy play-off (złoty medal otrzymał SKA-1946, srebrny Łoko Jarosław, a brązowy Tołpar Ufa).

## Zawodnicy miesięcy
W trakcie sezonu przyznawano nagrody indywidualne w trzech kategoriach odnośnie do pozycji zawodników (bramkarz, obrońca, napastnik) za czas poszczególnych miesięcy osobno dla graczy z obu konferencji.
| Miesiąc     | Bramkarz                                                                         | Obrońca                                                           | Napastnik                                                                    |
| ----------- | -------------------------------------------------------------------------------- | ----------------------------------------------------------------- | ---------------------------------------------------------------------------- |
| Wrzesień    | Z – Dmitrij Nikołajew (SKA-1946) W – Władisław Szczerbakow (Sibirskie Snajpiery) | Z – Arvils Bergmanis (Riga) W – Siergiej Safin-Triegubow (Tołpar) | Z – Nikita Linnik (Amurskie Tigry) W – Michaił Romajew (Sibirskie Snajpiery) |
| Październik | Z – Dmitrij Nikołajew (SKA-1946) W – Dmitrij Braginski (Tołpar)                  | Z – Grigorij Griaznow (SKA-1946) W – Nikita Wołosienkow (Ałtaj)   | Z – Aleksiej Cypłakow (SKA-1946) W – Stas Pietrosian (Ałtaj)                 |